# Ghulandżegh
Ghulandżegh – wieś w Iranie, w ostanie Azerbejdżan Zachodni, w szahrestanie Szahin Deż. W 2006 roku liczyła 186 mieszkańców.